# Christodoulos a Anastasia
Svatí Christodoulos a Anastasia († 3. dubna 1821, Patras) byli řečtí pravoslavní mučedníci.

## Hagiografie
Christodoulova rodina byla bohatá. Spolu s matkou a jeho dvěma sestrami byli zatčeni a předvedeni k pašovi Yusufovi. Ten je nutil vzdát se své víry. Jeho matka a sestry tak učinily a vstoupily do harému. Christodoulos zůstal křesťanem.
Anastasia byla služebná rodiny, která povzbuzovala Christodoula ve víře.
Za svou víru byli oba umučeni. O této události psal francouzský konzul v Patrasu François Pouqueville. Uvádí také, že s nimi byli umučeni další křesťané.

## Kanonizace
Svatořečeni byli 14. srpna 1992 Konstantinopolským patriarchátem.
Jejich svátek se připomíná 7. května.